# BK Ventspils
BK Ventspils je latvijski košarkaški klub Ventspilsa. Trenutačno igra u latvijskoj LKL, baltičkoj BBL ligi i EuroChallengeu. 

## Trofeji
- Latvijsko prvenstvo: 2000., 2001., 2002., 2003., 2004., 2005., 2006.

## Poznati igrači
| - Ainars Bagatskis - Jānis Blūms - Sandis Buškevics - Kaspars Cipruss - Raimonds Gabrāns - Raitis Grafs - Uvis Helmanis - Kārlis Muižnieks - Ivars Timermanis - Raimonds Vaikulis - Arnis Vecvagars - Uģis Viļums - Aigars Vītols | - Dušan Jelić - Marijonas Petravičius - Kęstutis Šeštokas - Akin Akingbala - Tyrone Brazelton - Rasheed Brokenborough - Mire Chatman - Ricky Clemons - Darlon Johnson - Justin Love - Gerry McNamara - Eddie Shannon - Terrance Thomas - Brent Wright |

## Vanjske poveznice
- Službena stranica (let.)